# Джонсон, Джозеф (политик)
Джозеф Эдмунд «Джо» Джонсон, барон Джонсон Мэрилбонский (англ. Joseph Edmund «Jo» Johnson, Baron Johnson of Marylebone; род. 23 декабря 1971, Лондон) — британский политик-консерватор, член парламента с 2010 и младший министр по делам университетов и науки (2015—2018, 2019). Брат бывшего премьер-министра Бориса Джонсона. Является автором нескольких книг.

## Биография
Окончил Европейскую школу в Брюсселе, учился в лондонской Холл-скул и в школе Эшдаун хаус (Восточный Суссекс). Затем поступил в Итонский колледж, изучал новую историю в Колледже Баллиол Оксфордского университета (также получил степень магистра делового администрирования во французской бизнес-школе INSEAD и дополнительно учился в Брюссельском свободном университете). Начинал карьеру инвестиционного банкира в Deutsche Bank, с 1997 года сотрудничал в Financial Times на должности корреспондента, впоследствии стал помощником редактора, до 2010 года вёл в газете влиятельную ежедневную колонку Lex.

### Политическая карьера
В 2010 году избран в Палату общин от округа Орпингтон.
25 апреля 2013 года возглавил группу политической стратегии в канцелярии премьер-министра Дэвида Кэмерона.
С 11 мая 2015 года — младший министр университетов и науки во втором кабинете Дэвида Кэмерона.
8 июня 2017 года вновь победил на парламентских выборах в округе Орпингтон, получив 62,9 % (31 762 голоса), улучшив свой результат на выборах 2015 года на 5,5 % и уверенно опередив сильнейшего из четырёх соперников — лейбориста Найджела Де Грюши (Nigel De Gruchy), которого поддержали 24,4 % избирателей.
9 января 2018 года в ходе массовых перестановок в правительстве Терезы Мэй перемещён «по горизонтали» с должности младшего министра университетов и науки на должность младшего министра транспорта и одновременно стал младшим министром по делам Лондона.
9 ноября 2018 года, являясь, в отличие от своего брата Бориса Джонсона, противником выхода Великобритании из Евросоюза, ушёл в отставку с обеих должностей, обвинив премьер-министра Мэй в том, что подготовленный ею план выхода ставит страну в вассальную зависимость от ЕС.
24 июля 2019 года при формировании правительства Бориса Джонсона назначен младшим министром с правом участия в заседаниях Кабинета, получив в своё ведение университеты по линии Департамента образования и научные исследования — по линии Департамента бизнеса, энергетики и промышленной стратегии.
5 сентября 2019 года объявил об отставке с министерской должности, заявив, что он «разрывается между преданностью семье и национальными интересами» (кроме того, его позицию также истолковали как отказ от переизбрания в парламент на следующих выборах).

### Пожизненное пэрство
В октябре 2020 года Джо Джонсону пожаловано пожизненное пэрство (31 июля 2020 года он вошёл в число представленных к пожалованию по инициативе лидера Консервативной партии Бориса Джонсона в связи с роспуском парламента).

## Семья
Женат на корреспондентке газеты «The Guardian» по социальной тематике Амелии Джентльмен — лауреатке премии Оруэлла и дочери художника Дэвида Джентльмена, известного левыми и анти-истеблишментскими убеждениями. Имеет двоих детей.